# Hélie de Talleyrand-Périgord
Pour les articles homonymes, voir Hélie de Talleyrand-Périgord (1859-1937).
Hélie de Talleyrand-Périgord, né en 1301, mort en 1364, fils d'Hélie IX, comte de Périgord (1295-1311), et de Brunissende de Foix, fut cardinal-prêtre de Saint-Pierre-aux-Liens, puis cardinal-évêque d'Albano et doyen du Collège des cardinaux.

## Biographie
Hélie est un fils puîné d'Hélie VII, comte de Périgord et de son épouse Brunissende, fille de Roger-Bernard III, comte de Foix. Il est le frère d'Agnès, duchesse de Durazzo. À titre de cadet, il est destiné à une carrière ecclésiastique.
Il épouse d'abord Éléonore, fille de Bouchard, comte de Vendôme. Son épouse décédée, il se retire du monde et devient abbé de Chancelade (diocèse de Périgueux).

### Épiscopats de Limoges et d'Auxerre
Son expérience en droit civil, très prisée parmi les religieux, le fait connaître de Jean XXII. Ce dernier, qui tend à favoriser les natifs de son lieu d'origine, le nomme évêque de Limoges en 1321 ou le 10 octobre 1324. Il n'est probablement pas sacré : les années suivantes il se qualifie lui-même de seulement élu. Talleyrand a à peine 20 ans.

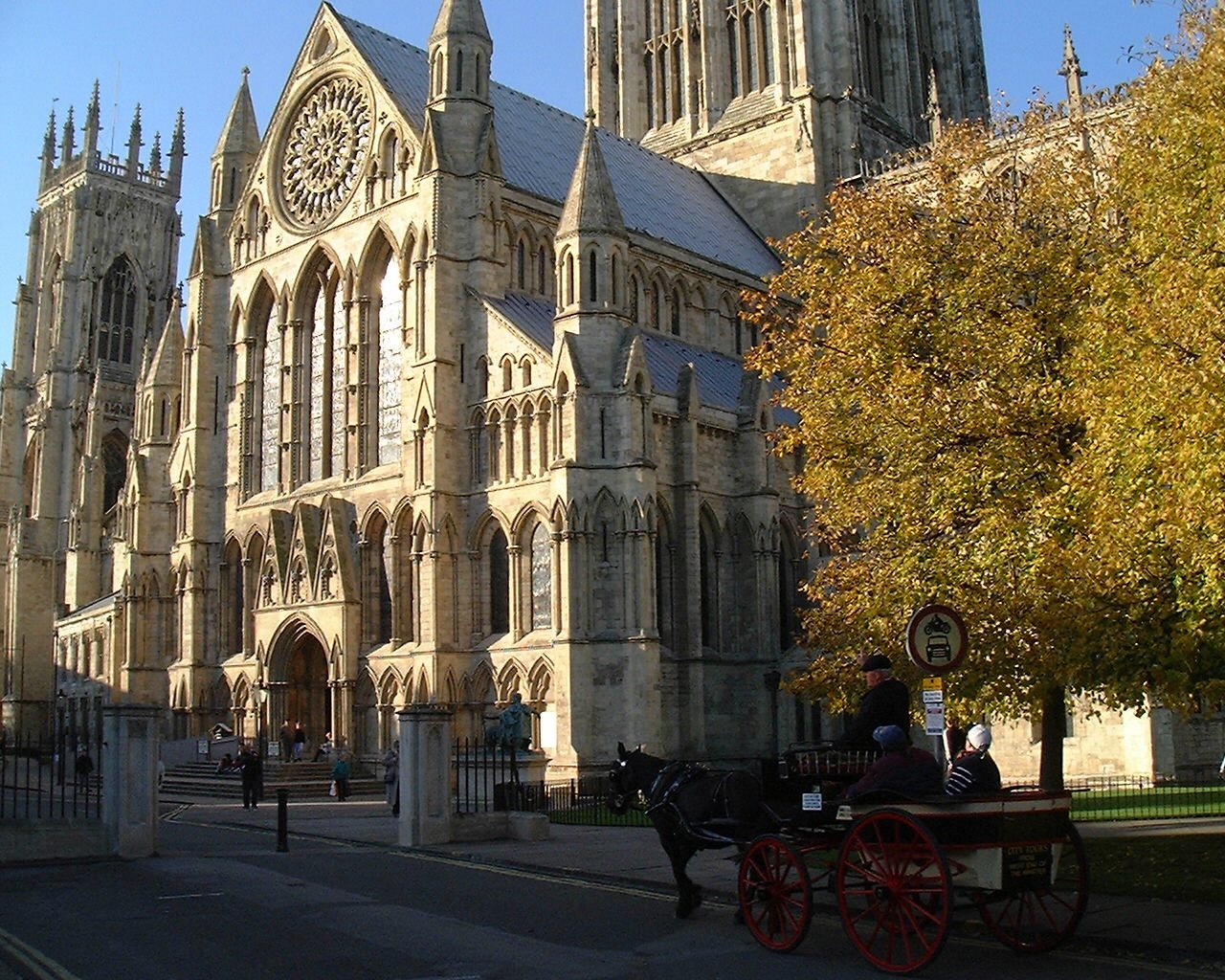
La cathédrale d'York dont Talleyrand fut le doyen du chapitre

Jean XXII le nomme ensuite évêque d'Auxerre le 4 janvier 1328 ; Talleyrand ne fait pas d'entrée solennelle à Auxerre non plus. Pendant les 3 ou 4 ans de son épiscopat d'Auxerre, le vicaire général Simon de Saint-Crépin gouverne le diocèse. L'évêque Talleyrand lui envoie une commission écrite dès juillet 1328, pour autoriser une transaction entre Gaucher abbé de Saint-Germain d'Auxerre et le curé d'Irancy - transaction confirmée par lui le 19 novembre 1328,.

### Ses bénéfices en Angleterre
Il toucha ses premiers revenus à l’âge de dix-neuf ans grâce à Jean XXII. Il devint prébendier de Mapesbury (1320), de South Newbold (1325), de Laughton (1342) et de Strensall (1354). Dans le même temps, il fut nommé archidiacre de Londres (1320-1323), de Richmond, dans le diocèse d’York (1322-1328), de Suffolk (28 novembre 1357 au 5 juin 1359) et enfin doyen du chapitre cathédral d’York (1342-1364). 
Rien d’étonnant à ce qu’il fût le plus anglophile des cardinaux avignonnais. Édouard III, le roi d’Angleterre le savait. Aussi, en 1360, pour éviter tout pillage des biens du cardinal de Périgord, il les plaça sous la protection de Bertrand de Montferrand, l’un de ses châtelains.

### Le cardinal de Périgord
À côté, ses bénéfices en France se réduisaient à sa charge d’abbé de Notre-Dame de Chancelade dans le diocèse de Périgueux.
À la demande du roi Philippe VI, alors qu’il n’avait que vingt-huit ans, il fut créé cardinal-prêtre de Saint-Pierre-aux-Liens, lors du consistoire du 25 mai 1331. C’était le seul de cette cinquième promotion du pontificat de Jean XXII. Il prit pour devise : Re que Diou ! (Rien que Dieu !) et entra à la Curie au cours du mois de juin.

### Le faiseur de papes
Dès lors le cardinal de Périgord devint un personnage central de la papauté avignonnaise. Il participa aux conclaves qui élurent Benoît XII, Clément VI, Innocent VI et Urbain V. Sachant qu’il n’avait aucune chance d’être élu, il voulut faire des papes à sa convenance. 
Sa première tentative eut lieu lors du conclave qui désigna Benoît XII. Il avait son candidat en la personne du cardinal Jean-Raymond de Comminges, qu’il défendit brillamment. Mais le choix de la résidence pontificale entre Avignon et Rome fut l’occasion d’une violente altercation entre les deux princes de l’Église, le cardinal de Comminges refusant de prendre l’engagement de ne pas ramener la papauté à Rome. 
À la mort de Clément VI, le conclave désigna à l’unanimité Jean Birelle, Général des chartreux, comme nouveau pontife. Il ne convint pas à Talleyrand et son éloquence fit le reste. Un nouveau vote mit Étienne Aubert sur le trône de Pierre. Dès son élection, Innocent VI offrit à Jean Birelle une place au Collège des cardinaux. Mais le chartreux refusa, désirant plutôt monter en vertus qu’en dignités.
Son autorité au sein des cardinaux fut d'autant plus grande que le 4 novembre 1348, il fut nommé cardinal-évêque d’Albano et qu’en septembre 1361, il devint doyen du Sacré Collège.

### Ses légations en France et en Europe

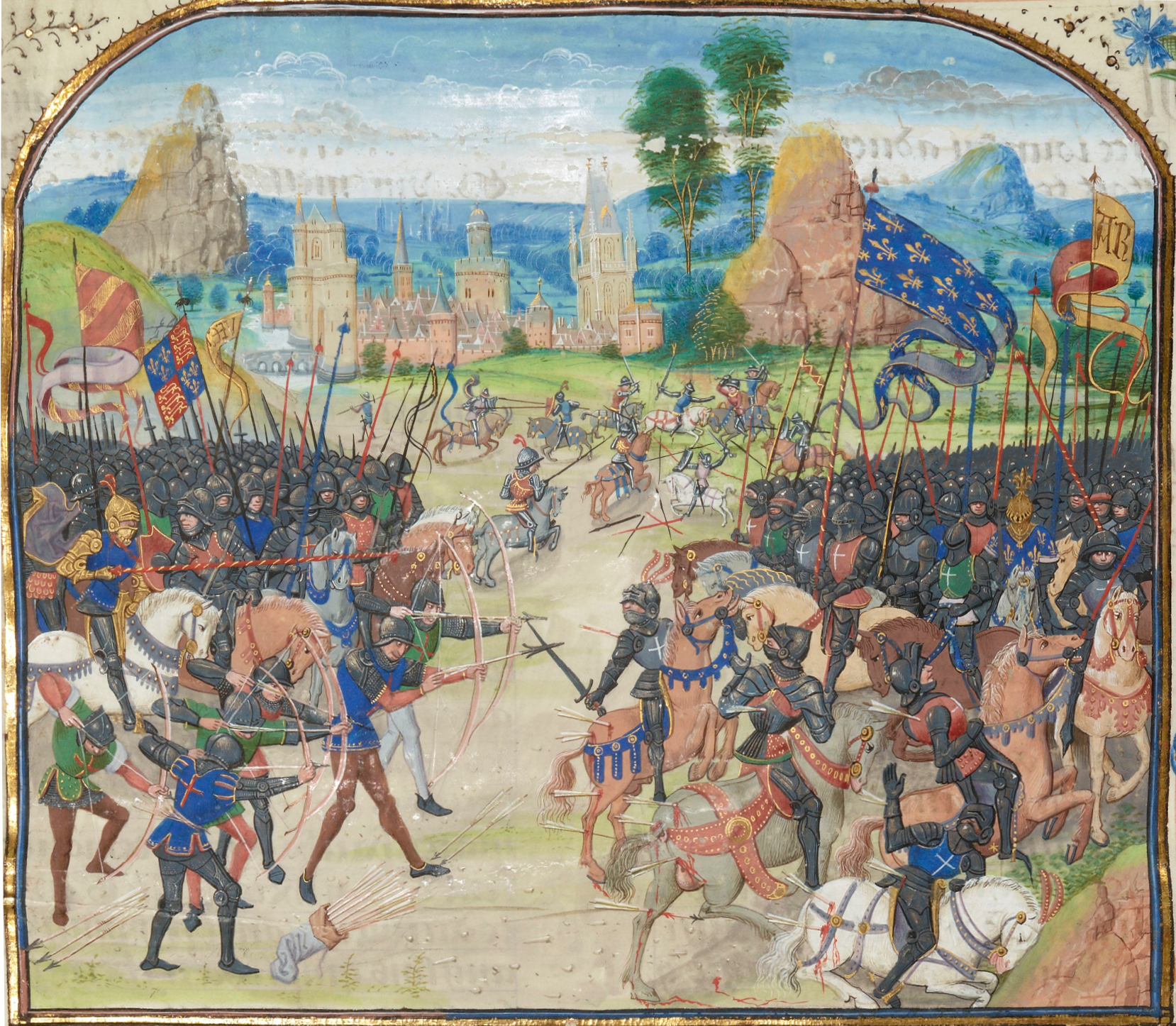
La bataille de Poitiers que ne put empêcher le cardinal de Périgord

Le cardinal de Périgord fut chargé de négociations importantes par le Saint-Siège. Sa première légation ne se fit pas. Assisté de quatre autres cardinaux, en 1336, il devait assister le roi de France, Philippe VI de Valois, dans sa capitainerie générale lors d’une croisade. À la demande de Hugues IV de Lusignan, roi de Chypre, Benoît XII lança le 26 mars, jour du vendredi saint, un appel général à se croiser à tous les princes et rois chrétiens. Le début de la guerre de Cent Ans mit un terme à ce projet. 
En 1346, il fit élire empereur du Saint-Empire Charles IV de Luxembourg à la place de Louis de Bavière excommunié. 
Avant un affrontement prévisible entre l'ost de France et d'Angleterre, une légation pontificale conduite par Talleyrand et le cardinal Nicola Capocci quitta Avignon le 21 juin 1356 pour rencontrer le Prince Noir et Jean II. Le roi de France n'ayant rien voulu entendre, ce fut la défaite de Maupertuis, près de Poitiers. 
Talleyrand alla à Bordeaux puis à Londres négocier la liberté du roi et fit conclure entre la France et l'Angleterre une trêve de deux ans. Grâce à son intervention, le Prince Noir modéra ses pillages et ses destructions en Occitanie.

### Au cœur de toutes les intrigues
Après la pandémie de peste noire du milieu du XIVe siècle, il s’intéressa particulièrement à un moine d’Aurillac, commentateur de Joachim de Flore. Ce Jean de Roquetaillade, dès son entrée chez les franciscains en 1332, s’était déclaré honoré de visions. Il avait livré ses révélations dans le Liber Ostentor. Jean de Roquetaillade fut mis sous surveillance à partir de 1344, aussi bien par son maître général que par Clément VI. Son délire prophétique continuant de plus belle, en 1349, il fut interrogé à plusieurs reprises devant le consistoire. Et le cardinal de Périgord n’hésita pas à le consulter en dépit de la suspicion qui pesait sur lui. Il le convoqua en 1351 pour l'interroger sur les menaces que pouvaient présenter les nouveaux cardinaux pour les anciens qui avaient échappé au mal contagieux. Quand il proclama, en 1356, qu’un roi le fils de l’Aigle subjuguerait les Maures d’Espagne et recouvrerait la Terre Sainte, Innocent VI le fit maintenir dans une étroite réclusion au palais des papes. Deux ans auparavant, il s'était mis à dos le cardinal de Périgord pour avoir fustigé devant deux cents docteurs de la loi les richesses de l'Église et déclaré que le monde serait converti à la vraie foi par les frères mineurs. Ce qui lui valut la réplique : « Frère Jean, tu dis que nous devons traverser de grandes tribulations et être chassés et perdre nos richesses et cette gloire temporelle que nous avons. Et que le pouvoir du pape et l'autorité de l'Église doivent retourner à certains pauvres de ton ordre : toutes choses qui sont impossibles et folles ».
Quand, en 1363, le cardinal Guy de Boulogne, en légation à Naples, se mit en tête de marier son neveu Aimon de Genève à Jeanne de Duras, filleule de la reine Jeanne, la cardinal, apparenté à cette famille, demanda instamment à Urbain V de mettre son veto à cette union voulue par son rival du Sacré Collège.

### Le Collège de Périgord à Toulouse

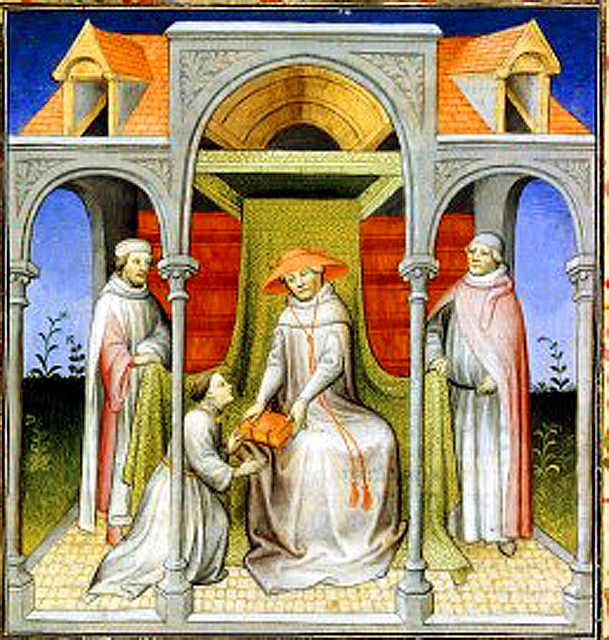
Guillaume de Boldensele remet son livre au cardinal

Il fut fondé par le cardinal, en 1360, avec vocation d’y enseigner le droit. Construit près de la cathédrale Saint-Sernin, sur l’emplacement de l’Hôtel Maurand, dont il conserva la tour, il comprenait quatre corps de bâtiments délimitant une cour centrale où courait une galerie à deux niveaux. Le Collège possédait de plus un vignoble. Élèves et professeurs recevaient chacun un tonneau pour leur consommation annuelle. 
Le cardinal fut aussi un humaniste. Il protégea les lettres et s'il fut un grand ami de Pétrarque, il défendit, contrairement au poète, le maintien de la papauté à Avignon.
Dans le cadre des croisades pontificales, le cardinal de Périgord s'intéressa aussi à la géographie de la Terre Sainte. Il reçut le Liber de quibusdam ultramarinis partibus et praecipue de Terra sancta des mains de Guillaume de Boldensele, ouvrage qu'il lui avait commandité et qui retraçait ses visites dans le Moyen-Orient. Le moine, de retour de pèlerinage à l'automne 1335, fut reçu à Avignon au cours du printemps 1336 pour remettre au cardinal le récit de ses périples.
Il semble qu'une véritable amitié lia les deux hommes. Ils avaient en commun une grande et noble lignée ainsi qu'une érudition importante. Le moine était un lecteur assidu d'Aristote, d'Albert le Grand et de Thomas d'Aquin. Le cardinal le qualifiait de « trésor dans le champ du troupeau du Seigneur ».

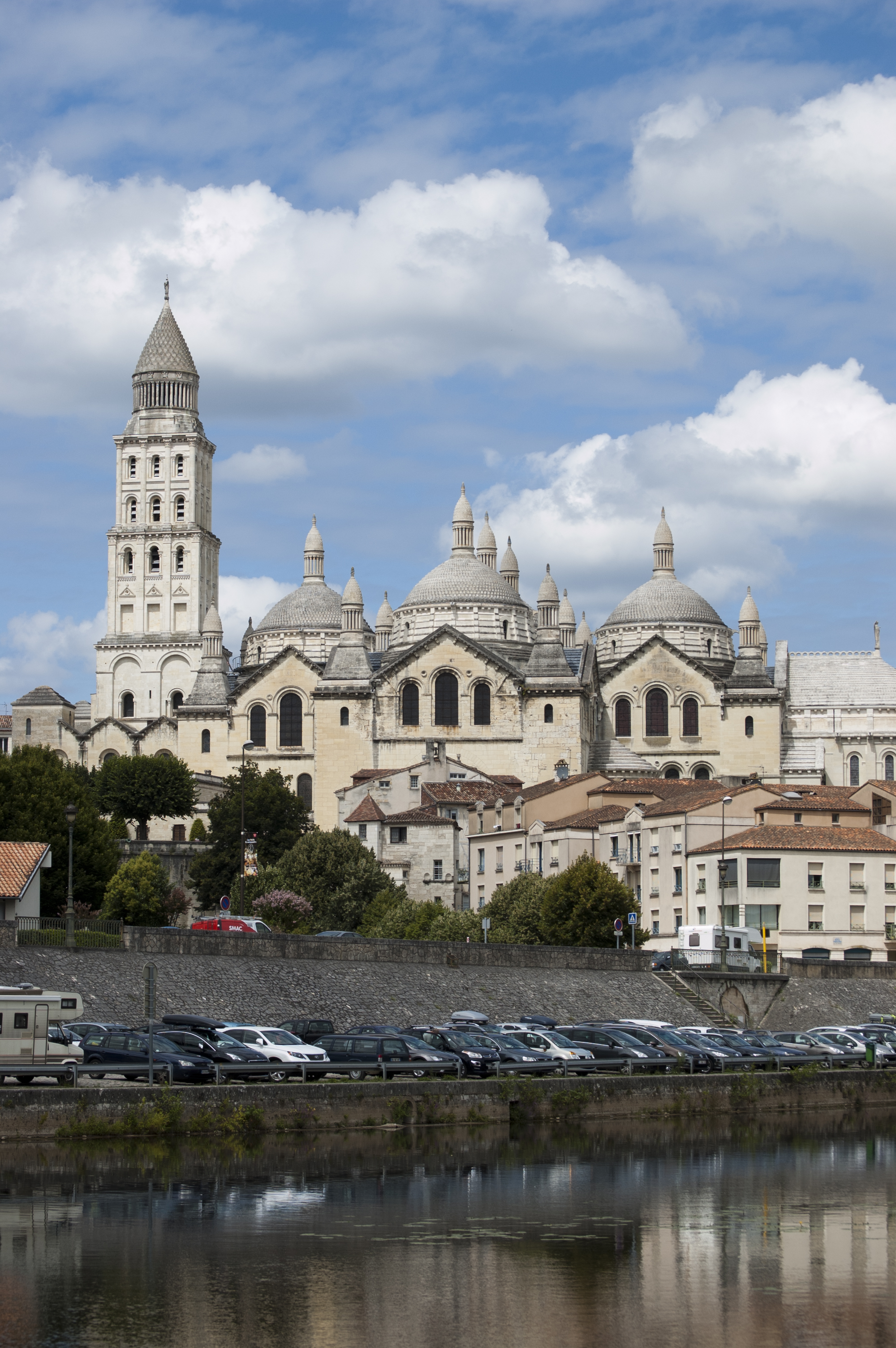
La cathédrale Saint-Front de Périgueux, lieu d'inhumation du cardinal Hélie de Talleyrand-Périgord

### Le retour de ses cendres à Périgueux
Mort le 17 janvier 1364, il fut d’abord inhumé dans l’église des franciscains d’Avignon, puis selon sa volonté dans la cathédrale Saint-Front de Périgueux à Périgueux où il avait fondé une chapelle. 

### Ancien domaine près d'Avignon
Dans le Vaucluse, aux portes d’Avignon, sur la commune du Pontet, il existe une Z. I. Périgord qui occupe les anciens domaines attribués au cardinal Hélie de Talleyrand. 

### Héraldique
|  | Les armes du cardinal de Périgord, qui sont celles de sa famille, se lisent : De gueules à trois lionceaux d’or couronnés, armés et lampassés d’azur |

## Dans la littérature
En rupture avec le reste de l'ouvrage, le septième et dernier tome des Rois Maudits de Maurice Druon, Quand un roi perd la France, est narré à la première personne par le cardinal de Périgord, en route vers Metz, qui raconte à son neveu les événements autour de la bataille de Poitiers.